# 201751 Steinhardt
201751 Steinhardt este un asteroid din centura principală de asteroizi.

## Descriere
201751 Steinhardt este un asteroid din centura principală de asteroizi. A fost descoperit pe 23 octombrie 2003 la Apache Point Observatory în cadrul programului Sloan Digital Sky Survey. Asteroidul prezintă o orbită caracterizată de o semiaxă mare de 2,80 ua, o excentricitate de 0,08 și o înclinație de 2,8° în raport cu ecliptica.